# Кемские шхеры
Ке́мские шхе́ры — группа островов в Белом море у побережья Поморского берега. Административно относятся к Кемскому и Беломорскому районам Карелии. Часть островов входит в состав Кандалакшского заповедника.

## Расположение
Кемские шхеры представляют собой архипелаг из множества — более сотни — островов разных размеров: от небольших камней до островов длиной 3,5 километра. Острова лежат в северной части Поморского берега, большей частью в Онежском заливе. Они покрывают значительную часть прибрежной морской полосы от восточного окончания Шуйострова в устье реки Шуи до параллели 65°05' северной широты. В состав Кемских шхер входит группа островов Кузова.

## Описание
Самый южный остров группы — один из островов Варбарлуды, самый северный — один из островов Студенцы. На востоке Кемские шхеры ограничены проливом Западная Соловецкая Салма, за которым лежат Соловецкие острова. Самый восточный остров Шхер — Жилой, находится в почти 18 километрах от континентальной Карелии. Общая протяжённость архипелага составляет 40 километров. Многие острова группы соединены участками отмелей, а вокруг островов и по отмелям лежит множество надводных и подводных камней.
Острова скалистые, частично покрыты смешанным сосново-еловым и елово-берёзовым лесом с высотой деревьев до 19 метров и участками неглубоких болот. Наивысшая точка архипелага — 123,4 метра, находится на острове Русский Кузов, который с размерами 3,4 × 2,2 километра является также крупнейшим среди Кемских шхер. Вторая по высоте возвышенность находится на соседнем с ним острове Немецкий Кузов (117,8 м), высота остальных островов на порядок меньше и не превышает 2-30 метров.
Кемские шхеры необитаемы, на некоторых из них расположены рыбацкие избы, а на ряде возвышенностей островов — астрономические и геодезические пункты.

## Состав
Точное число островов в архипелаге неизвестно, как минимум более 100. Среди самых крупных — Октябрьской Революции, Як, Северный Коловар, Русский Кузов, Немецкий Кузов, Южный Кильяк, Конев, Ревлуда. Размеры остальных островов не превышают нескольких сотен метров.
- Комариха
- Еловцы
- Зяблалуда
- Шалиха
- Шертушиха (Малая Шушутиха)
- Горелый (Большая Шушутиха)
- Телячий
- острова Овечницы
- Луковатый
- Конев
- острова Вачужницы
- Кисличиха
- Большой Ревяжий (Большой Равняж)
- Малый Ревяжий (Малый Равняж)
- Батожница
- Сваи
- острова Корежские Луды (Землянки)
- Низовой
- Володин
- Ржаной
- Южный Кильяк (Бережной Кильяк)
- Большая Пужма
- Малая Пужма
- Мягостров
- Пуккила
- острова Лукина
- Лукин
- острова Левковские
- острова Муравейные
- Северный Кильяк (Голомянный Кильяк)
- Кашин (Кашиха)
- Попадьина
- Ягель
- Южный Коловар
- Северный Коловар
- Опалиха
- Ольховый
- Сосновец
- острова Солдатские
- острова Терёхины
- Лигова
- Малый (Малая?) Лигова
- Еловец
- Долгий
- Костылиха
- Наумиха
- Мартыниха
- Телячий
- Ончеостров
- Малая Каменка
- острова Кустова
- Луда-Воротня
- Як (Якостров)
- Ракитиха
- Могильный (Еловец)
- Большой Каменный
- острова Каменухи
- Ламбин
- острова Пяллуды
- острова Сосновцы
- острова Варбарлуды
- Кентовый
- Тремычелка
- острова Долгие Луды
Бережная Долгая Луда
- Равлуда
- Голомянная Долгая Луда
- Озерчанка
- острова Луковаты
- Ревлуда
- Баклыш-Бакалда
- Белогузиха
- Малая Нохкалуда
- Большая Нохкалуда
- Безымянная Луда
- Ровняжий
- Сеннуха
- острова Седельные
- Тупичиха
- острова Домнины
- Куричья Нилакса
- Лодейный
- Русский Кузов
- Немецкий Кузов
- Сетной
- Верхний
- Средний
- Жилой
- острова Вороньи
- Чернецкий
- Олешин
- Северная Тупичиха
- Луда-Салтыковка (отмечен на карте как надводный камень)
- острова Дарьины
- Акулья
- Водохлебиха
- Пёсья Луда
- Плоский
- Худые Луды
- Малый Сетной
- Воротня
- Избной
- Подвосточный
- Корожный
- Тапаруха
- Октябрьской Революции (Попов)
- Горшки
- Половинные Луды
- Гага
- Хахатаненка
- Горелые острова
Большой Горелый
Малый Горелый
Плоский Горелый
- Тервонцы
- Терроиха
- Сатам
- острова Студенцы
- Малый Ромбак
- Южный Ромбак
- Северный Ромбак
- Ряволуда

Острова Кемской губы
- Гербостров
- Калиниха
- Сидоровка
- Кильбостров
- Шантов
- острова Рогозихи

## Карты
- Лист карты Q-35,36.
- Лист карты Q-36-XXIX,XXX Кемь. Масштаб: 1 : 200 000. Указать дату выпуска/состояния местности.
- Лист карты Q-36-117,118 Кемь. Масштаб: 1 : 100 000. Состояние местности на 1980 год. Издание 1985 г.
- Лист карты Q-36-119,120 Большой Жужмуй. Масштаб: 1 : 100 000. Состояние местности на 1969-1980 год. Издание 1985 г.
- Лист карты Q-36-105,106 Поньгома. Масштаб: 1 : 100 000. Состояние местности на 1977 год. Издание 1984 г.
- Лист карты Q-36-107,108 Кремль. Масштаб: 1 : 100 000. Состояние местности на 1971 год. Издание 1985 г.
- Лист карты Q-36-118-А,Б.
- Лист карты Q-36-118-В,Г.